# Sigrid Kjellin
Sigrid Josefina Kjellin född 8 juni 1876 i Stockholm, död 7 mars 1958 i Stockholm, var en svensk målare.
Hon var dotter till bruksförvaltare Gustaf Victor Kjellin och Maria Josephina Öman. Hennes bror Helge Kjellin var Värmlands museums intendent 1928-1950 och landsantikvarie 1938-1950 och bror Elis Kjellin var arkitekt.
Kjellin studerade vid Tekniska Skolan i Stockholm, efter studierna företog hon studieresor i Europa och vid Sèrvefabrikerna i Frankrike lärde hon sig mycket om dekorationsarbeten vid utformning av serviser och andra keramikföremål. När hon återkommer till Sverige startar hon en ateljé för porslinsmålning i Stockholm. Åren 1919-1932 arbetar hon som porslinsmålare på Rörstrands Porslinsfabrik. 1933 gör hon några dekorarbeten för Karlskrona Porslinsfabrik. Hon var starkt bidragande till Arvid Bæckströms bok Rörstrand och dess tillverkningar 1726-1926.  
Kjellin reste under 1930- och 1940-talen runt i Värmland och avbildade möbler, husgeråd och föremål i värmländska hem för Värmlands museums räkning, detta medförde att hon är den konstnär som är rikligast representerad i museets samlingar med närmare 2 000 akvareller av hennes hand. 
Hennes måleri var dekorativ och symbolisk, starkt präglad av tidens dominerande konstriktning symbolismen. Detta gäller även hennes friare måleri. Hon var medlem i Föreningen Svenska Konstnärinnor och deltog flitigt i deras utställningar.